# Deutsche Most-Wanted-Charts
Die Deutschen Most-Wanted-Charts (zurzeit Single Top 100) ist eine Reihe von Chartauswertungen des Marktforschungsunternehmens GfK Entertainment, die monatlich veröffentlicht werden. Sie beinhalten die erfolgreichsten „Kultsongs“ der vergangenen Dekaden auf dem aktuellen Musikmarkt und gelten als offizielle Chartlisten in Deutschland.

## Allgemeine Informationen und Qualifikationskriterien
Die Most-Wanted-Charts werden im Auftrag des Bundesverband Musikindustrie vom deutschen Marktforschungsunternehmen GfK Entertainment ermittelt und teilweise durch MTV publiziert. Sie erfassen Verkäufe von Bild- beziehungsweise Tonträgern, Downloads und Musikstreamings. Die Einführung der Deutschen Most-Wanted-Charts erfolgte am 11. Oktober 2016 als monatliche Top-100-Hitparade für Singles. Fünf eigenständige Chartlisten geben Aufschluss über die aktuell beliebtesten „Oldies, Evergreens und Kulthits“. Dabei werden die Top-100-Titel aus den 1960ern, 1970ern, 1980ern, 1990ern und 2000ern jeweils separat aufgelistet. Die Most-Wanted-Charts bilden einen Auszug aus den regulären Single Top 100 ab, in denen Verkäufe unabhängig von jeglichen Repertoire-Segmenten erfasst werden. Eine parallele Platzierung eines Produktes sowohl in den Single Top 100 als auch in den Most Wanted Top 100 ist daher grundsätzlich möglich.

## Meilensteine
Die Einführung der Most-Wanted-Charts erfolgte am 11. Oktober 2016 mit der Chartausgabe September 2016. Die ersten Nummer-eins-Singles einer jeden Epoche waren dabei folgende Titel:
- Simon & Garfunkel – The Sound of Silence (1960er)
- Bob Marley & The Wailers – Is This Love (1970er)
- Journey – Don’t Stop Believin’ (1980er)
- Backstreet Boys – I Want It That Way (1990er)
- Black Eyed Peas – Where Is the Love? (2000er)[1]